# 오피셜 시크릿
《오피셜 시크릿》(영어: Official Secrets)은 2019년 개봉한 정치 스릴러 영화이다. 개빈 후드가 감독과 공동각본을 맡았다. 영국 정보부 전직 요원 캐서린 건이 2003년 이라크 침공을 위한 미국의 불법 첩보활동 관련 일급비밀을 언론에 폭로한 실화를 그린 작품이다. 잉글랜드 배우 키이라 나이틀리가 캐서린 건 역으로 출연한다.
2019 선댄스 영화제에서 전 세계 최초로 상영되었다.

## 출연

### 주연
- 키이라 나이틀리 : 캐서린 건 역
- 랄프 파인즈 : 벤 에머슨 역
- 맷 스미스 : 마틴 브라이트 역

### 조연
- 매튜 구드 : 피터 보몬트 역
- 리스 이판 : 에드 역
- 아담 바크리 : 야사르 건 역
- 인디라 바르마 : 샤미 차크라바티 역
- 캐서린 켈리 : 재클린 존스 역
- 콘레스 힐 : 로저 알튼 역
- 미안나 버링 : 자스민 역
- 제레미 노덤 : 켄 맥도날드 역
- 피터 기네스 : 틴틴 역

## 기타
- 원작자: 마샤 미첼
- 원작자: 토마스 미첼